# Métro de Shanghai
Le métro de Shanghai (en chinois : 上海地铁) est le réseau métropolitain desservant la municipalité de Shanghai, recouvrant 13 de ses 16 districts municipaux et la ville de Kunshan, dans la province limitrophe de Jiangsu.
Le métro de Shanghai est l'un des plus grands systèmes de transport urbain au monde par la longueur de son réseau totalisant 802 kilomètres en 2022.

## Histoire
L'inauguration a eu lieu en 1993. Avec une construction à grande échelle remontant à 1986, le métro de Shanghai est le troisième plus ancien système de transport rapide en Chine continentale, après le métro de Pékin et le métro de Tianjin.
Plusieurs lignes existantes (lignes 2, 8 et 9) ont été prolongées et trois nouvelles lignes (lignes 7, 10 et 11) ont été inaugurées pour l’Exposition universelle de 2010.
En mai 2010, le réseau est formé de 12 lignes, représentant un total de 268 stations ou encore 420 km de voies. Le métro transporte 4,78 millions de voyageurs par jour (contre 2,18 millions en 2007) et assure actuellement 35 % des trajets effectués par les transports publics (contre 13 % en 2006).
Lors de l'année 2013, le réseau du métro de Shanghai a été utilisé en moyenne par plus de 8,8 millions de personnes au quotidien. Le record de fréquentation a été battu le 31 décembre 2014, jour pendant lequel 10.286 millions de personnes l'ont emprunté.
Le 16 octobre 2013, avec l'extension de la ligne 11 à Kunshan dans la province du Jiangsu, le métro de Shanghai est devenu le premier système métropolitain en Chine à offrir un service inter-provincial et le deuxième métro interurbain après la ligne de métro Guangfo (Guangzhou-Foshan).

Évolution du réseau métropolitain de Shanghai de 1993 à 2018.

## Réseau actuel

### Présentation du réseau
En 2021, 19 lignes de métro sont en service, les lignes et services sont dénotés numériquement (sauf pour la ligne Pujiang) ainsi que par des couleurs caractéristiques, qui sont utilisées comme aide visuelle pour mieux distinguer sur la signalisation des gares et à l'extérieur des trains, sous la forme d'un bloc coloré ou ceinture.
Il s'agit de la plus grande composante du réseau de transport ferroviaire métropolitain de Shanghai, avec le maglev de Shanghai, les tramways de Shanghai et les trains de banlieue exploités par China Railway jusqu'à Jinshan. Le réseau de métro est également intégré avec d'autres formes de transport public à Shanghai.

#### Longueur et quadrillage
Le système métropolitain de Shanghai est le plus grand au monde par la longueur de son réseau totalisant 802 kilomètres en 2022.
|  |

#### Lignes en service
| Ligne                                  | Terminus                                                      | Terminus                                        | Date d'ouverture | Date de la dernière extension | Longueur (en km) | Stations |  |
| -------------------------------------- | ------------------------------------------------------------- | ----------------------------------------------- | ---------------- | ----------------------------- | ---------------- | -------- |  |
|                                        | Rue Fujin (富锦路)                                            | Xinzhuang (莘庄)                                | 1993             | 2007                          | 36.4             | 28       |  |
|                                        | Centre national des expositions et des congrès (国家会展中心) | Aéroport international de Pudong (浦东国际机场) | 1999             | 2010                          | 63.8             | 30       |  |
|                                        | Gare du Sud de Shanghai (上海南站)                            | Rue Jiangyang Bei (江杨北路)                    | 2000             | 2006                          | 40.3             | 29       |  |
|                                        | Ligne circulaire                                              | Ligne circulaire                                | 2005             | 2007                          | 33.7             | 26       |  |
|                                        | Xinzhuang (莘庄)                                              | Zone de Développement de Minhang (閔行開發區)   | 2003             | 2018                          | 32.7             | 19       |  |
| Fengxian Xincheng (奉贤新城)           | Xinzhuang (莘庄)                                              |                                                 | 2003             | 2018                          | 32.7             | 19       |  |
|                                        | Rue Gangcheng (港城路)                                        | Centre de Sport Oriental (东方体育中心)         | 2007             | 2011                          | 32.3             | 28       |  |
|                                        | Rue Huamu (花木路)                                            | Lac Meilan (美兰湖)                             | 2009             | 2014                          | 44.2             | 33       |  |
|                                        | Rue Shiguang (市光路)                                         | Route de Shendu (沈杜公路)                      | 2007             | 2011                          | 37.4             | 30       |  |
|                                        | Caolu (曹路)                                                  | Songjiang Xincheng (松江南站)                   | 2007             | 2017                          | 65.6             | 35       |  |
|                                        | Xinjiangwancheng (新江湾城)                                   | Rue Hangzhong (航中路)                          | 2010             | 2020                          | 45               | 37       |  |
| Gare de Shanghai-Hongqiao (虹桥火车站) | Xinjiangwancheng (新江湾城)                                   |                                                 | 2010             | 2020                          | 45               | 37       |  |
|                                        | Jiading Nord (嘉定北)                                         | Disneyland Resort                               | 2009             | 2020                          | 82.4             | 39       |  |
| Huaqiao (花桥)                         |                                                               | Disneyland Resort                               | 2009             | 2020                          | 82.4             | 39       |  |
|                                        | Rue Qixin (七莘路)                                            | Rue Jinhai (金海路)                             | 2013             | 2015                          | 40.4             | 32       |  |
|                                        | Rue Zhangjiang (张江路)                                       | Rue Jinyun (金运路)                             | 2012             | 2018                          | 38.8             | 31       |  |
|                                        | Fengbang                                                      | Guiqiao Road                                    | 2021             | --                            | 38.5             | 30       |  |
|                                        | Parc Gucun (顾村公园站)                                       | Parc High-Tech de Zizhu (紫竹高新区站)          | 2021             | --                            | 42.3             | 29       |  |
|                                        | Rue Longyang (龙阳路)                                         | Lac Dishui (滴水湖)                             | 2013             | 2014                          | 59               | 13       |  |
|                                        | Gare de Shanghai-Hongqiao (虹桥火车站)                        | Parc Oriental (东方绿舟)                        | 2017             | --                            | 35.3             | 13       |  |
|                                        | Yuqiao (御桥站)                                               | Hangtou (航头站)                                | 2020             | 2021                          | 36.5             | 26       |  |
|                                        | Route de Shendu (沈杜公路)                                    | Route Huizhen (汇臻路)                          | 2018             | --                            | 6.689            | 6        |  |
| Total                                  | Total                                                         | Total                                           | Total            | Total                         | 802              | 506      |  |

- La ligne 1, relie Rue Fujin à Xinzhuang en passant la gare de Shanghai, la Place du Peuple et la gare du Sud de Shanghai (28 stations, 36,4 km de long)
- La ligne 2, relie le centre national des expositions et des congrès à l'aéroport international de Pudong en passant aussi par la Place du Peuple, la gare de Shanghai-Hongqiao et l'aéroport international d'Hongqiao (31 stations, 60 km de long)

Actuellement, la ligne 2 est composée de deux sections en site propre : l'ouest de la section Rue Guanglan en direction de Xujing Est est desservie par des trains à huit voitures qui fonctionnent à intervalle de 5 minutes, tandis que la section est de Rue Guanglan en direction de l'aéroport international de Pudong est desservi par des trains de quatre voitures qui circulent à des intervalles de 13 minutes de 9 h à 16 h. Un voyageur empruntant cette ligne doit effectuer un changement sur le quai de la station Rue Guanglan.
- La ligne 3 (« Ligne des Perles ») est une ligne presque entièrement aérienne, et relie la gare de Shangaï-Sud à Rue Jiangyang Bei (29 stations, 40,3 km de long) en passant par la gare historique de Shangaï.
- La ligne 4 est la seule ligne circulaire et partage le tracé de la ligne 3 sur le tronçon ouest en viaduc aérien (26 stations, 33,7 km de long) en passant par la gare historique de Shangaï.
- La ligne 5 relie Xinzhuang à la zone de Développement de Minhang sur une branche et à Fengxian Xincheng sur l'autre branche (19 stations, 32,7 km de long). Il s'agit de la seule ligne à traverser le fleuve Huangpu sur un viaduc.
- La ligne 6, circulant uniquement dans le district de Pudong, relie Rue Gangcheng à Centre de Sport Oriental (28 stations, 32,3 km de long).
- La ligne 7 relie Rue Huamu à Lac Meilan (32 stations, 44,2 km de long).
- La ligne 8 relie Rue Shiguang à Route de Shendu (30 stations, 37,4 km de long).
- La ligne 9 relie Caolu à Songjiang Xincheng (35 stations, 56,6 km de long).
- La ligne 10 relie Xinjiangwancheng à Rue Hangzhong sur la branche principale et à la gare de Shanghai-Hongqiao sur la branche prolongée en 2010 (37 stations, 45 km de long).
- La ligne 11 relie le parc de Shangaï Disneyland à Jiading Nord sur la branche principale et à Huaqiao sur la branche prolongée en 2010 (40 stations, 82,4 km de long). Il s'agit de la plus longue ligne du réseau et présente la particularité de desservir la province du Jiangsu ainsi que d'être en correspondance avec la ligne 11 du métro de Suzhou.
- La ligne 12 relie Rue Qufu à Rue Jinhai (16 stations, 19 km de long).
- La ligne 13 relie Rue Jinyun à Rue Changshou. Les stations Pont de Lupu et Avenue d'Expo sont situées respectivement dans la zone de Puxi et la zone de Pudong de l'Exposition universelle de 2010 à Shanghai.
- La ligne 14 relie Rue Fengbang à Rue Guiqiao  (30 stations, 38,5 km de long).
- La ligne 15 relie Parc Gucun au Parc High-Tech de Zizhu Cette ligne est entièrement située dans l'Ouest de l'agglomération (29 stations, 42,3 km).
- La ligne 16 relie Rue Longyang au Lac Dishui. Cette ligne ne dessert que le district de Pudong, et fut inaugurée le 29 décembre 2013 (13 stations, 59 km de long).
- La ligne 17 relie la Gare de Shanghai-Hongqiao au parc Oriental. Cette ligne ne dessert que le district de Qingpu, et fut inaugurée le 30 décembre 2017 (13 stations, 35,5 km de long).
- La ligne 18 relie South Changjiang Road à Rue Hangtou  (26 stations, 36,5 km de long).
- La ligne Pujiang, relie Route de Shendu à la Route Huizhen. Cette ligne est la première ligne automatique sur pneu et fut inaugurée le 31 mars 2018 (6 stations, 6 km de long).

#### Stations
Il est le deuxième plus grand réseau en nombre de stations avec 381 stations sur 18 lignes et se classe au deuxième rang mondial avec un affluence annuel de 3,53 milliards de trajets en 2017. Le record d'affluence quotidien a été fixé à 12,355 millions le 23 mars 2018. Plus de 10 millions de personnes utilisent le système pendant une journée de travail moyenne.
Il existe deux types de stations de correspondance : les stations de transfert physiques et les stations de transfert à carte de transit uniquement.
- Dans une station de transfert physique, les passagers peuvent transférer entre les lignes de métro sans quitter une zone tarifaire.
- Toutefois, dans une station de transfert réservée aux cartes de transit, les passagers doivent quitter et rentrer dans les zones tarifaires lorsqu'ils passent d'une ligne de métro à une autre. Pour bénéficier d'un tarif réduit, les passagers doivent utiliser une carte de transport en commun de Shanghai (SPTC) plutôt que des tickets.

### Exploitation du réseau
L'exploitation du métro de Shanghai est assurée par Shanghai Shentong Metro Group. Une coentreprise a également été créée en partenariat avec le groupe franco-canadien Keolis, Shanghai Keolis, pour exploiter la ligne Pujiang, qui gère également le tramway de Songjiang et les navettes aéroportuaires de l'aéroport de Shanghai-Pudong.
Contrairement à d'autres systèmes tels que le métro de New York, la plupart des voies du métro de Shanghai sont desservies par un seul service ; ainsi, la "ligne X" désigne généralement à la fois la ligne physique et son service. La seule exception est le segment partagé par les lignes 3 et 4, entre la station de Hongqiao Road et la station de Baoshan Road, où les deux services utilisent les mêmes voies et plateformes.

#### Amplitude horaire et fréquences
Les horaires d'ouverture de la plupart des stations commencent entre 5h00 et 6h00 du matin et se terminent entre 22h30 et 23h00. Depuis le 1er avril 2017, les heures d'ouverture des lignes 1, 2 et 7 à 10 sont prolongées d'une heure après le dernier train régulier chaque vendredi, samedi et derniers jours ouvrables avant les jours fériés chinois. Ce service est étendu aux lignes 3, 4, 6 et 11 à 13 depuis le 1er juillet 2017. Fin 2018, toutes les stations du centre-ville prolongeront leurs heures d'ouverture après minuit. De plus, il y aura deux trains qui prendront des passagers de la gare de Hongqiao après l'heure normale de fonctionnement et s'arrêteront seulement à plusieurs stations, ce qui arrive toujours le dernier jour de vacances, par ex. Fête du travail, fête nationale, etc.

#### Services partiels
Des schémas de service partiels existent sur les lignes 1, 2, 3, 6, 7, 8, 9, 11, 12 et 17. Les services partiels ne desservent qu'un sous-segment (généralement plus occupé) de toute la ligne physique. De plus, la ligne 2 a un modèle de service par morceaux, le segment de banlieue entre la station Guanglan Road et la station de l'aéroport international de Pudong étant desservi par une flotte de trains comportant 4 voitures. Les passagers qui traversent Guanglan Road sur la ligne 2 doivent changer de train sur la plate-forme. Pendant les heures de pointe, la flotte de 8 voitures comportant peut se terminer à Tangzhen, une station à l'est de Guanglan Road, et les passagers peuvent changer à Tangzhen, de sorte que Guanglan Road n'ait pas une forte pression aux heures de pointe.
La ligne 11, l'une des deux lignes à branche, fonctionne selon un modèle de service partiel différent. Les trains circulant vers et depuis l'embranchement se terminent respectivement à la gare de Huaqiao et à Sanlin. Par conséquent, un passager qui veut voyager du terminus de la succursale au terminus est de la ligne, à Disney Resort, doit changer de train.
La ligne 17, qui a ouvert ses portes en décembre 2017, assure une desserte partielle de la gare de Hongqiao à l'avenue Dianshanhu pendant les heures de pointe, en plus du service complet à Oriental Land.
La ligne 16, contrairement au reste du système, est construite avec des boucles de passage et exploite des services express en heure de pointe. Le service a été reporté le 30 janvier 2014, en raison du manque de trains disponibles, mais a repris le 21 mars 2016.

#### Information voyageurs
Tous les trains dans le métro de Shanghai affichent les informations en temps réel en chinois simplifié et en anglais, et font des annonces en mandarin standard, en anglais et en shanghaien (uniquement sur la ligne 16) afin d'indiquer les prochaines stations, directions et modèles de service partiels / complets.

#### Tarification
Sur la plupart des lignes, le tarif de base est de 3 yuans (environ 0,40 euro) pour un trajet de moins de 6 km, puis 1 yuan de plus par 10 km. Le tarif maximal est fixé à 10 yuans. Mais pour les passagers qui voyagent entre Xinzhuang et la Place du Peuple, le tarif est 4 yuans, bien que la distance entre ces deux stations dépasse 16 km. Pour la ligne 5, le tarif de base est de 2 yuans.
Les distributeurs automatiques de billets sont utilisables en anglais et permettent d'obtenir un calcul automatique de la tarification en fonction du choix de la station d'arrivée.
Il est possible de payer au moyen d'une carte à puce sans contact rechargeable (Carte de Transport en Commun de Shanghai) qui coûte 20 yuans. En plus du métro, elle permet de payer entre autres les taxis, bus et ferries. Les 20 yuans sont remboursés lors de la restitution de la carte.
Depuis juin 2006, elle est aussi utilisable dans les villes de Hangzhou, Fuyang et Wuxi.
Depuis 2018, les téléphones portables compatibles peuvent être utilisés comme cartes de transport.

## Projets de développements
| Ouverture   | Ligne                         | Phase                      | Terminus                                            | Longueur (km) | Stations | Etat            |
| ----------- | ----------------------------- | -------------------------- | --------------------------------------------------- | ------------- | -------- | --------------- |
| avant 2030  | Ligne 2 du métro de Shanghai  | Prolongement ouest         | Xujing East - Panlong Road                          | 2             | 1        | En construction |
| avant 2030  | Ligne 13 du métro de Shanghai | Prolongement ouest         | Jinyun Roan - Zhuguang Road                         | 9.8           | 5        | En construction |
| avant 2030  | Ligne 18 du métro de Shanghai | Phase 2                    | Kangning Road - Changjiang South Road               | 6.210         | 5        | En construction |
| avant 2030  | ligne 21                      | Phase 1                    | Dangling Road - Chuansha Road                       | 28            | 16       | En construction |
| avant 2030  | ligne 23                      | Phase 1                    | Shanghai Stadium - Zone de développement de Minhang | 28            | 22       | En construction |
| avant 2030  | ligne 22                      | Phase 1                    | Changxing Island - Jinji Road                       | 22.4          | 5        | En construction |
| Moyen terme | Ligne 1 du métro de Shanghai  | Prolongement ouest         | Xinzhuang - Humin Road                              | 1.2           | 1        | Approuvé        |
| Moyen terme | Ligne 5 du métro de Shanghai  | Prolongement sud optionnel | Fengxian New Town - Pingzhuang Route                | 3.542         | 1        | Approuvé        |
| Moyen terme | ligne 19                      |                            | Baoyang Road - Hongjian Road                        | 44.5          | 32       | Approuvé        |
| Moyen terme | ligne 20                      | Phase 1                    | Jinchang Road - Gongqing Forest Park                | 19.8          | 16       | Approuvé        |
| Moyen terme | ligne 22                      | Phase 2                    | Changxing Island - Yu'an                            | 20.4          | 3        | Approuvé        |
| Long terme  | Ligne 9 du métro de Shanghai  | Phase 3 restante           | Caolu - Caolu Railway Station                       | 3             | 1        |                 |
| Long terme  | Ligne 12 du métro de Shanghai | Prolongement ouest         | Qixin Road - Dongjing                               |               | 4        |                 |
| Long terme  | ligne 20                      | Phase 2                    | Gongqing Forest Park - Zhouhai Road                 |               |          |                 |
| Long terme  | ligne 21                      | Tronçon restant            | Wusong Port - Dongjing Road                         |               |          |                 |
| Long terme  | ligne 22                      |                            | Nanxiang Station-Cruise Port Station                |               |          |                 |
| Long terme  | ligne 23                      | Phase 2                    | Zone de développement de Minhang - Chedun           |               |          |                 |
| Long terme  | ligne 24                      |                            | Yanghang - Puye Road                                |               |          |                 |
| Long terme  | ligne 25                      |                            | Yishan Road - Jiwang                                |               |          |                 |
| Long terme  | ligne 26                      |                            | Kangning Road - Goading Road                        | 42            | 30       |                 |